# Leucopis gloriae
Leucopis gloriae är en tvåvingeart som beskrevs av Raspi 1985. Leucopis gloriae ingår i släktet Leucopis och familjen markflugor.
Artens utbredningsområde är Italien. Inga underarter finns listade i Catalogue of Life.